# Teeyah
 (septembre 2024).
Si vous disposez d'ouvrages ou d'articles de référence ou si vous connaissez des sites web de qualité traitant du thème abordé ici, merci de compléter l'article en donnant les références utiles à sa vérifiabilité et en les liant à la section « Notes et références ».
Teeyah, née le 23 mars 1983, est une chanteuse, danseuse et actrice ivoirienne 

## Biographie
Née à Boundiali, dans la région des Savanes, elle rencontre le producteur de musique Kaysha avec qui elle collabore sur le titre On dit quoi.

### Carrière
En 2004, Teeyah publie son premier album studio, Métisse, dont sont extraits les trois tubes : Trop de Souffrance, Couper Decaler et Je T'aime, Je T'aime, Je T'aime. L'album conforte son succès sur le continent africain européen et caribéen. Teeyah a sorti son deuxième album studio Je veux vivre en 2006 qui a engendré les hits On va gagner, Micka et C'est ça l'amour, Dans la peau. L'album a été distingué comme premier prix de l'album musique de la diaspora au RTI Music Awards pour l'année 2006. Le troisième album studio de la chanteuse, Mise à nue, est sorti en 2009 et a remporté un franc succès par rapport aux deux premiers albums de Teeyah. il contient le tube Bye bye en duo avec Fally Ipupa, et Malgré toi.
Outre son titre On dit quoi ? chanté en featuring avec Kaysha, Teeyah est révélée au public européen et caribéen grâce à l'album Métisse sorti en 2004. En 2006, elle conforte son succès sur le continent africain avec l'album Je veux vivre. Cette même année, elle réunit près de 6 000 personnes à Abidjan en Côte d'Ivoire lors d'un mythique concert. L'album a été distingué comme premier prix de l'album musique de la diaspora au RTI Music Awards pour l'année 2006, et son clip vidéo a été désigné, lors de cette même cérémonie, comme clip de l'année.
En 2009, Teeyah sort l'album Mis à nue.
En 2014, elle participe au projet Femmes Fatales 4 avec Lynnsha

## Discographie

### Singles
| Année | Single                          | Album         |
| ----- | ------------------------------- | ------------- |
| 2004  | Trop de souffrance              | Métisse       |
| 2004  | Coupé décaler                   | Métisse       |
| 2006  | On va gagner                    | Je veux vivre |
| 2006  | Di cabo verde                   | Je veux vivre |
| 2006  | C'est ça l'amour (Feat. Paulin) | Je veux vivre |
| 2006  | Micka                           |               |
| 2009  | Malgré toi                      | Mise à nue    |
| 2010  | Oui je veux                     | Mise à nue    |

### Autres
| Année | Single            | Album                           | Commentaire                     |
| ----- | ----------------- | ------------------------------- | ------------------------------- |
| 2004  | On dit quoi       | It's all love de Kaysha         | Feat. Kaysha, Anofela & Top One |
| 2011  | On va s'enjailler |                                 |                                 |
| 2012  | Zigui zagua       |                                 | Feat. Molare (chanteur)         |
| 2013  | Mon bébé          | La prophétie de Petit Miguelito | Feat. Petit Miguelito           |
| 2014  | Lovinjitis        | Testimoney de Wizboyy Ofuasia   | Feat. Wizboyy Ofuasia           |
| 2014  | Femmes fatales 4  | Femmes Fatales (compilation)    | Feat. Lynnsha                   |
| 2014  | En secret         |                                 |                                 |
| 2015  | Crazy             |                                 |                                 |
| 2016  | Sans toi          |                                 |                                 |
| 2018  | Étonnant          |                                 |                                 |

## Cinéma
- 2015 : Laurent et Safi d'Anton Vassil : Raymonde
- 2018 : Bénédicte  de Johann Djedje : Bénédicte